# Torneo de Doha 2012
El Qatar ExxonMobil Open es un evento de tenis de la serie 250, se disputa en Doha, Catar en el Khalifa International Tennis Complex desde el 1 de enero hasta el 7 de enero en el cuadro masculino.

## Campeones
- Individuales masculinos:  Jo-Wilfried Tsonga derrotó a  Gael Monfils por 7-5 y 6-3.

- Dobles masculinos:  Filip Polasek /  Lukáš Rosol derrotan a  Christopher Kas /  Philipp Kohlschreiber por 6-3 y 6-4.